# Wyspa Niedźwiedzia (film)
Wyspa Niedźwiedzia (ang. Bear Island) – amerykańsko-kanadyjsko-brytyjski film sensacyjny z 1979 roku w reżyserii Dona Sharpa. Adaptacja powieści Alistaira MacLeana pod tym samym tytułem.

## Fabuła
Na tytułowej Wyspie Niedźwiedziej przebywa międzynarodowa ekspedycji naukowa. Z ramienia ONZ zajmuje się ona badaniami klimatu. Jednak nie wszyscy jej członkowie są zainteresowani działalnością naukową. Część z nich, z szefem ekspedycji prof. Gerranem włącznie, poszukuje niemieckiego U-bota, który w ostatnich tygodniach wojny został uwięziony na wyspie z ładunkiem norweskiego złota skradzionym przez nazistów. Przejęciem ładunku zainteresowani są również  neonaziści Jungbeck i Heyter pod przywództwem tajemniczego "Zeldy". Okrętu poszukuje również niemiecki biolog Lansing, który jest synem dowódcy poszukiwanego U-bota i pragnie ustalić losy swojego ojca. Konfrontacja pomiędzy tymi różnymi "grupami interesów" obfituje w pełną zwrotów i nieoczekiwanych zdarzeń akcję, w wyniku której ginie kilku uczestników ekspedycji. Lansingowi udaje się jednak przejąć cały ładunek złota celem zwrócenia prawowitym właścicielom. 

## Obsada aktorska
- Donald Sutherland – Frank Lansing
- Vanessa Redgrave – Heddi Lindquist
- Richard Widmark – Otto Gerran
- Christopher Lee – Lechinski
- Lloyd Bridges – Smithy
- Bruce Greenwood – inżynier Tommy
- Barbara Parkins – Judith Rubin
- Patricia Collins – Inge Van Zipper
- Mark Jones – kucharz
- August Schellenberg – inżynier pokładowy
- Candace O'Connor – laborantka
- Michael Collins – kapitan statku
- Michael J. Reynolds – Heyter
- Lawrence Dane – Paul Hartman (Zelda)
- Nicholas Cortland – Jungbeck
- Joseph Golland – meteorolog
- Richard Wren – radiooperator
- Hagan Beggs – Larsen
- Robert Stelmach – radiooperator
- Terry Waterhouse – pilot helikoptera

i inni. 

## Produkcja
Film był adaptacją (13. z kolei) bestselerowej powieści znanego pisarza utworów sensacyjnych, która sprzedała się w 8 mln egzemplarzy. Jego producentem był Peter Snell – wspólnik drugiej żony MacLeana – Mary, z którym utworzyła spółkę z zamiarem ekranizowania powieści męża. 
Krytycy przyjęli film z mieszanymi odczuciami. Z jednej strony chwalono gwiazdorską obsadę i autentyczne, "mroźne" plenery, z drugiej ubolewano nad poziomem gry aktorskiej oraz banalnością akcji.  
Film był koprodukcją amerykańsko-kanadyjsko-brytyjską, której budżet sięgnął 9 milionów dolarów amerykańskich i czynił go najdroższą produkcją kanadyjską tego okresu. Pomimo nakładów i wysiłków producenta, film okazał się być finansową klapą. 
Zdjęcia miały miejsce w Stewart w Kolumbii Brytyjskiej i w Parku Narodowym Glacier Bay na Alasce. 